# 4719 Burnaby
4719 Burnaby (1990 WT2) là một tiểu hành tinh vành đai chính được phát hiện ngày 21 tháng 11 năm 1990 bởi Seiji Ueda và Hiroshi Kaneda ở Kushiro.